# Смерть Марата (фильм)
«Смерть Мара́та» (фр. Mort de Marat) — французский немой короткометражный фильм Жоржа Гато 1897 года. Дата премьеры неизвестна.

## Сюжет
Жан Поль Марат лежит в ванной и его убивают. Позже убийцу задерживают.

## Интересные факты
- Съёмки проводились в сентябре 1897 года.